# Rue Na Můstku
 (août 2023).
Na Můstku (Brückchen en allemand; littéralement Sur le Pont)  est une voie de Prague.

## Situation et accès
Cette petite rue du centre de Prague,  est située dans la Vieille Ville.
La rue se connecte à la place Venceslas en sa partie inférieure, ainsi qu'avec la rue Na príkopě. Le long de la rue passe la frontière entre la Vieille Ville et la Nouvelle Ville. 
La station de métro tire également son nom de cette intersection.

## Origine du nom
Le nom de la rue vient de l'époque où au Moyen Âge dans les remparts de la vieille ville de Prague se dressaient à ces endroits un fossé mural, sur lequel un pont conduisait à la vieille porte Havel dans les remparts de la ville. 

## Historique
Le nom Sur le Pont, qui a survécu au Moyen Âge, provient du pont qui enjambait les douves devant les murs. Les fossés entre la vieille et la nouvelle ville ont été comblés dans les années 1760-1780. Dans les années 1970, lors de la construction du métro, le pont d'origine a été mis au jour par des recherches archéologiques de préservation. Aujourd'hui, ses restes sont incorporés dans le vestibule de la station de métro du même nom, située sous Műstek.
Bien que des ponts similaires aient été situés à treize portes des fortifications de la vieille ville, le nom Na móstku est resté du XVe siècle uniquement en ce lieu.
La rue a toujours été un carrefour achalandé. Déjà dans la seconde moitié XIXe siècle, une calèche tirée par des chevaux s'y est installée, remplacée plus tard par un tramway électrique ; en 1925, la première ligne de bus menait également ici. L'endroit était dans la première moitié du XXe siècle l'un des carrefours les plus importants du trafic pragois. Le 2 septembre 1919, le carrefour de Műstek a été le premier carrefour de Prague où le trafic a commencé à être contrôlé par un policier, et, après 1927, le deuxième carrefour de Prague à être doté d'une signalisation lumineuse.
Bien qu'entre 1980 et 1984, les lignes de tramway locales aient été supprimées et remplacées par le métro, beaucoup d'habitants de Prague passent encore par la rue.

## Articles liés
- Můstek (station de métro)

## Source de traduction
- (cz) Cet article est partiellement ou en totalité issu de l’article de Wikipédia en tchèque intitulé « Na Můstku » (voir la liste des auteurs).